# Xu Gan
Xu Gan (chinees: 徐幹, pinyin: Xú Gà ,170 - 217), omgangsnaam Weichang (偉長), was een filosoof en dichter uit de late oostelijke Han. Hij was ook een van de "Zeven Geleerden van Jian'an". In het westen is hij het best bekend om zijn lezing over de relatie tussen namen en actualiteiten, bewaard in zijn verhandeling Zhonglun (中論).

## Leven
Xu Gan werd geboren in Ju (ten oosten van het huidige Shandong). Hij kreeg, als jeugdige, een reputatie voor zijn goede geheugen en ijverige studies. Rond 189 verliet hij zijn wooplaats in Linzi om in afzondering te leven op het Jiadong schiereiland.

## Gedicht (fragment)
- Uit: Liefdesverlangen van een vrouw, zes gedichten

Ik hou van jou zoals het stromend water
Dat altijd doorgaat zonder ooit een einde!